# Juliette Goglia

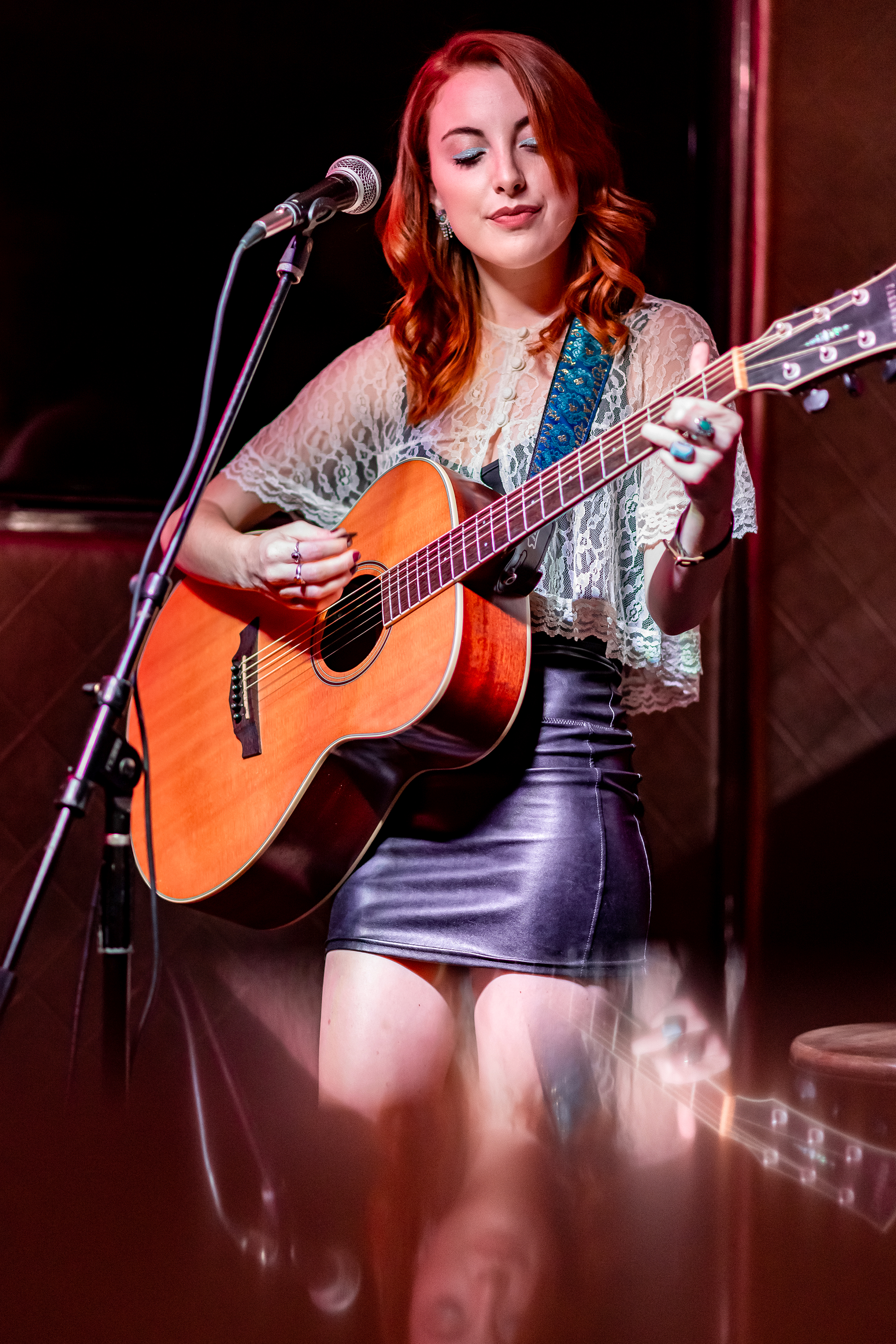
Juliette Goglia (2018)

Juliette Rose Goglia (ur. 22 września 1995 w Los Angeles) – amerykańska aktorka, znana zarówno ze swoich ról dziecięcych, jak i późniejszych, m.in. w sitcomie The Michael J. Fox Show.

## Filmografia

### Filmy fabularne
- 2004: Garfield jako mała dziewczynka
- 2007: A Grandpa for Christmas jako Becca O'Riley[1]
- 2009: Ale czad! (Fired Up!) jako Poppy Colfax
- 2010: Łatwa dziewczyna (Easy A) jako Olive w ósmej klasie
- 2011: Kumple na zabój (Inside Out) jako Pepper Small

### Seriale telewizyjne
- 2003–2005: Joan z Arkadii (Joan of Arcadia) jako mała dziewczynka (osiem odcinków)
- 2004: Dwóch i pół (Two and Half Men) jako Joanie (dwa odcinki)
- 2006: Gotowe na wszystko jako Amy Pearce[2][3]
- 2006–2007: CSI: Kryminalne zagadki Las Vegas jako Hannah West (dwa odcinki)
- 2013–2014: The Michael J. Fox Show jako Eve Henry
- 2016: Mike i Molly (Mike & Molly) jako Frannie (dwa odcinki)
- 2017: Doubt: W kręgu podejrzeń (Doubt) jako Sophia Armstrong (jeden odcinek)
- 2018: The Neighborhood jako Meadow (1 sezon, odc. 5)